# Adivarius
Adivarius ist eine mittelalterliche Band aus dem Raum Berlin. Sie nennen sich auch „Die Spielleute der guten Laune“.

## Bandname
Adivarius ist eine Wortneuschöpfung mit lateinischen Hilfsmitteln. A-diva bedeutet so viel wie „Anti-Diva“. Damit wollen die Mitglieder von Adivarius darauf hinweisen, dass sie alles andere als Diven bzw. abgehoben sein wollen. Varius steht für eine Ansammlung bzw. Haufen. Also kann man Adivarius als einen „Haufen Anti-Diven“ bezeichnen.

## Bandgeschichte
Die Musikgruppe wurde im Februar 2005 von den beiden Trommlern Piero de la Croix und Malvin vom Blähwald gegründet. Kurz darauf, im März 2005, stieß Godehard von Ende mit Sackpfeife, Schalmei und Gesang dazu. Im Mai 2005 besetzte Pastorello Sardo das zweite Melodieinstrument. Seit dieser Zeit ist Adivarius auf zahlreichen Mittelaltermärkten zu sehen und zu hören gewesen. In dieser Formation wurden im Juni 2005 das erste Album Tanz mit mir! und im Februar 2007 das zweite Album Neue Wege aufgenommen.
Ende 2006 kam Peet vom Berge als Gastmusiker zu Adivarius. Kurz darauf wurde er vollwertiges Mitglied der Band.
Als 2006 Godehard von Ende sich verabschiedete und zu Corvus Corax wechselte, füllte Mercedes die Zweideutige Ende 2006 die entstandene Lücke in den Musikreihen.
Ende 2006 stieß ebenfalls Sylvana die Zartbesaitete dazu und bereicherte die Band mit Saitenspiel, Gesang und Schalmei. Ende 2007 trennten sich wieder die Wege von Adivarius und Sylvana.

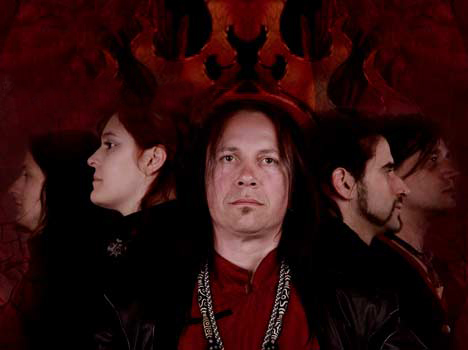
Spiegelwelt

Während dieser Zeit wurden nicht nur Mittelaltermärkte in Deutschland, sondern auch Veranstaltungen im Ausland musikalisch begleitet. Adivarius bekam die Möglichkeit in Österreich, der Schweiz, Belgien und den Niederlanden aufzuspielen. Seit 2007 spielt Adivarius vermehrt auf Festivals und in Clubs. Unter anderem auf dem WGT in Leipzig (2007, 2009), dem Pipes and Whistles (Februar 2007 und Oktober 2007 in Berlin, Februar 2008 in Nürnberg, August 2008 in Wien und 6. März 2010 in Berlin) und dem Elf Fantasy Fair (September 2009 in Arcen)
Ende 2008 wurde der Barde Ranarion die neue Stimme von Adivarius. Mit Gesang, Gitarre und Schalmei schafft er eine neue Klangfarbe. Zur selben Zeit verabschiedet sich Piero de la Croix von Adivarius.
In der neuen Formation (Malvin, Sardo, Peet, Mercedes und Ranarion) wurde Anfang 2009 das dritte Album Spiegelwelt aufgenommen und im Juni 2009 veröffentlicht.
2010 kamen weitere Änderungen auf die Band zu. Malvin musste sich aus dem aktiven Musikerleben zurückziehen. Er bleibt Adivarius weiterhin als Musiker und Helfer erhalten, jedoch eingeschränkt. Nikolaos nimmt an seiner Stelle die Trommeln in die Hand und wird ein festes Mitglied der Band. Die Wege von Adivarius und Ranarion trennen sich wieder und ein altes neues Mitglied kehrt zurück. Jordon (früher noch Godehard von Ende) nimmt somit seinen Platz mit Stimme, Sackpfeife und Schalmei wieder ein.

## Stil
Der Stil von Adivarius lässt sich überwiegend als Mittelalter-Folk beschreiben. Seit dem dritten Album kommen auch verstärkt rockige Elemente zum Vorschein. Über die ganze Zeit hinweg sind kräftige Rhythmen mit Trommeln und Perkussionselementen ein Markenzeichen von Adivarius. Die mittelalterlichen Marktsackpfeifen und Schalmeien sind mit ihren Klängen ebenfalls ein wichtiges Element in der Musik von Adivarius. Zusätzlich gibt es auch leisere Melodien mit Saiteninstrumenten und Flöten. Der im dritten Album aufgegriffene neue Stil kombiniert die altbekannten Klänge mit Schlagzeug, E-Gitarre, E-Bass, Sackpfeife und tiefgründigen Texten.

## Logo

Logo von Adivarius

Das Tribal ist seit der Veröffentlichung des Spiegelwelt-Albums im Juni 2009 das offizielle Logo für Adivarius. Der Entwurf stammt von Peet vom Berge.

## Diskografie
- 2005: Tanz mit mir (Adivarius / Megaphon Music)
- 2007: Neue Wege (Rox Record / Megaphon Music)
- 2009: Spiegelwelt (Adivarius / Megaphon Music)